# Örtjärnen (Nyskoga socken, Värmland)
Örtjärnen är en sjö i Torsby kommun i Värmland och ingår i Göta älvs huvudavrinningsområde. Sjön har en area på 0,055 kvadratkilometer och ligger 368,4 meter över havet.

## Delavrinningsområde
Örtjärnen ingår i det delavrinningsområde (670458-134611) som SMHI kallar för Mynnar i Norsälven. Medelhöjden är 331 meter över havet och ytan är 17,64 kvadratkilometer. Det finns inga avrinningsområden uppströms utan avrinningsområdet är högsta punkten. Håkanbäcken som avvattnar avrinningsområdet har biflödesordning 3, vilket innebär att vattnet flödar genom totalt 3 vattendrag innan det når havet efter 399 kilometer. Avrinningsområdet består mestadels av skog (78 procent) och sankmarker (12 procent). Avrinningsområdet har 0,06 kvadratkilometer vattenytor vilket ger det en sjöprocent på 0,3 procent.